# Oġuzhan

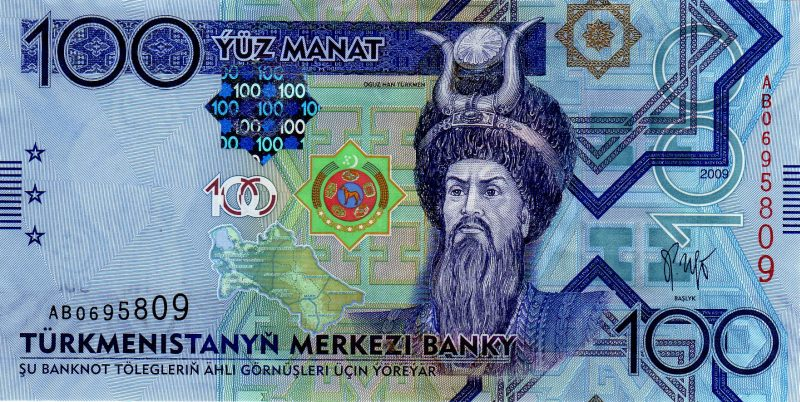
Darstellung auf einer Banknote von Turkmenistan

Oġuzhan, auch Oğuz Kağan, Oğuz Han, Oguz Khan oder Oḡuz Atā, ist ein sagenhafter türkischer Held und Stammesführer. Er gilt als Stammvater unter anderem der Oghusen, der Kınık-Seldschuken und der Aq Qoyunlu (Bayandur). In Turkmenistan wird er als Nationalheld verehrt.

## Überlieferung
Abstammungslisten (Şecere) waren für viele der nomadischen türkischen Stämme von großer Bedeutung, von Kasachen und Kirgisen z. B. wurde erwartet, dass sie ihre Vorfahren bis ins siebte Glied kannten. Diese Genealogien wurden mündlich tradiert. Mit dem Beginn schriftlicher Überlieferungen und der Islamisierung führten Herrscher-Familien nach ihrer Abkunft bis auf Noah, Japhet oder Oġuzhan zurück.

### Türkische Überlieferungen
Ein türkisches Oġuznāmah wird in dem Oguznāmah des mamelukischen Historikers Ibn al-Dawādarī erwähnt, der es unter seinen Quellen aufführt. Das Werk wurde auch mündlich tradiert und von Sängern zu Lautenbegleitung vorgetragen. Yazïǰïoġlu ‘Ali erwähnt in seinem Tavārikh-i Āl-i Selǰuk Fragmente in metrischer Form.

### Turfan-Handschrift
Eine erste Version des Oguzname entstand vermutlich bereits vor der mongolischen Invasion um 1300 in Turfan. Sie ist möglicherweise mit dem von Šukrullāh, einem Botschafter von Murat II. in Täbris erwähnten Manuskript identisch. Die uigurische Handschrift (Turfan Schafer Handschrift) in der Französischen Nationalbibliothek (Supplément turc 1001) ist vermutlich eine späte Abschrift, aber um die früheste erhaltene Version des „heidnischen Oguzname“. Anfang und Ende des Manuskripts fehlen, daher sind Name und Autor unbekannt. Gerard Clauson  nimmt an, dass sie im 15. Jahrhundert in Chorasan entstand.

### Ibn al-Dawādāri
Die Taten von Oġuz sind vor allem im Oguznāmah des Ibn al-Dawādāri († nach 1335) festgehalten, das 1336 von seinem Sohn vollendet wurde.

### Raschīd ad-Dīn
Raschīd ad-Dīn Tabib (oder Hamadanī) erwähnt Oġuz und seine Nachkommen im Jāmiʿ al-Tawārīkh (Kompendium der Chroniken), 1310–1311 geschrieben, und im Tārikh-e mobārak-e ghāzāni (Die gesegnete Geschichte von Ghazan, eine dynastische Geschichte der Ilkaniden), die er für den Ilkhan Ghazan (1295–1304) verfasste.

### Abu’l Ghazi Bahadur
Im 17. Jahrhundert verfasste der usbekische bzw. schaibanidische Khan von Chiwa und Geschichtsschreiber Abuʾl Ġāzī Bahādur die Abhandlungen Šaǰara-i Tarākima und Šaǰara-i Türkī, in dem auch die Legenden um Oġuzhan und die Genealogie der Turkmenen erwähnt werden. Er stützte sich unter anderem auf Raschīd ad-Dīn, versuchte aber auf Bitten der turkmenischen Häuptlinge und des Klerus, die verschiedenen vorhandenen Versionen in kohärenter Weise zu vereinigen.

### Kasan-Manuskript
Aus dem 18. Jh. stammt ein anonymes Manuskript aus Kasan. Es ist eine Mischung aus timuridischer Geschichtsschreibung und volkstümlichem Epos. Viele übernatürliche Elemente werden hier wegerklärt (Euhemerismus), so wird aus dem grauen Wolf ein Mann namens Qurd.

## Leben
Nach dem uigurischen Manuskript wuchs Oġuz sehr schnell heran. Er trank nur die Erstlingsmilch seiner Mutter, um dann nach fester Nahrung zu verlangen. Bereits in der Krippe sprach er und war nach 40 Tagen ausgewachsen. Er hatte rote Augen (közläri al) und schwarzes Haar; Füße wie ein Stier, Handgelenke wie ein Wolf, eine Brust wie ein Bär und ein Rücken wie ein Zobel. Sein ganzer Körper war behaart, und er war blau (kök) gefärbt. Trotzdem wird er als “schön wie ein Dschinn” beschrieben. Als erste Tat besiegte er ein menschenfressendes qïät, das ein Nashorn, Einhorn oder auch ein magischer Hund sein könnte. Oġuz führte zahlreiche siegreiche Feldzüge durch, unter anderem gegen Urum qagan, dem Kaiser der Romäer, nach China, Indien, Tibet und Syrien. Er hatte zwei Frauen, aus einem Lichtstrahl und aus einem See entstiegen, und zeugte mit ihnen sechs Söhne, die seine Nachfolge antraten und die Stämme der grauen/silbernen Pfeile und der drei Pfeile begründeten. Auf seinen Feldzügen zog ihm ein grauer Wolfsrüde voraus (vgl. Asena-Legende). Seine Heerführer wurden die Stammväter der Qarluq, Qalach und Qangli.
Im Oguznāmah ist Oġuz der Sohn des Häuptlings Kara/Qara Khan, Sohn von Dib Yāwqu Khan, und Ay Kaghan. Sie leben zwischen Issyk-Kul und dem Baikal-See. Anstelle von Muttermilch verlangte der neugeborene Oguz nach rohem Fleisch und Kumys. Er arbeitete als Hirte und Jäger. Nachdem er nach 40 Tagen erwachsen war, erschlug er einen Drachen und umgab sich mit einer Gefolgschaft von 40 Kriegern. Sein Vater versuchte ihn auf anraten seiner eifersüchtigen Halbbrüder zu töten, worauf er ihn erschlug und selber Stammesführer wurde, die Halbbrüder und ihre Mutter flohen nach China. Wie der Rest seines Stammes verehrt er den Himmelsgott Tengri. Er erobert die vier Weltgegenden und heiratet die mythischen Frauen, die ihm die Söhne Gün, Ay, Yıldız sowie Gök, Dağ und Deniz gebaren. Vor seinem Tod teilte er sein Reich unter sie auf und legte, auf Anraten seines Wahrsagers Ulugh Türük, mit einem komplizierten Ritual ihre gegenseitige Stellung fest.
Raschīd ad-Dīn islamisiert diese Überlieferung, in seiner Fassung ist Oġuz ein Nachkomme Japhets (Öljey) in siebter Generation. Oġuz verweigert hier drei Tage lang die Mutterbrust, um seine Mutter im Traum zum Islam zu bekehren, was diese aber geheim halten muss, da die Türken vom Islam abgefallen waren. Dasselbe Motiv findet sich in der Geschichte von Berke Khan. Von seinen drei Frauen verkehrte er nur mit der jüngsten, die auf seine Anweisung Monotheistin geworden war. Er lag im Streit mit seinen bilderverehrenden Onkeln. In Raschīd ad-Dīns Fassung der Sage führte Oġuz Krieg gegen die Hundemenschen (Qil Barāq) und betritt das Reich der Dunkelheit (Qarā hulun), Taten, die gewöhnlich Dschingis Khan zugeschrieben wurden. Seine Feldzüge führten ihn nach China. Nach seiner Rückkehr nach Zentralasien überschreitet er den Amu Darja. Er sandte Botschafter nach Ghur und Ghurchestān und griff dann die Qil Barāq an, die vage im Norden des Kaukasus lokalisiert werden. Er eroberte Kurdistan, in Diyarbakır nahm er die Huldigung der Einwohner von Erbil, Mosul und Baghdad entgegen. Seine Söhne sandte er gegen die Franken und die Rum-Seldschuken, während er selbst Damaskus und Ägypten einnahm. Über Baghdad, Basra und die Südküste des Kaspischen Meeres kehrte er nach Zentralasien zurück. Er war auch als Gesetzgeber tätig, z. B. für die 19 Stämme der Ogusen, und wird zum Nahmensgeber der Kiptschaken.
In seiner Version entfällt der heidnische Wahrsager, und Ogus selber versteckte den Bogen und die Pfeile, die den späteren Rang seiner Nachkommen festlegten.
Bei Abu’l Ghazi ist Oġuz der Enkel des Moñgol-Khan, Sohn von Turk, einem Sohn Japhets.

## Rezeption

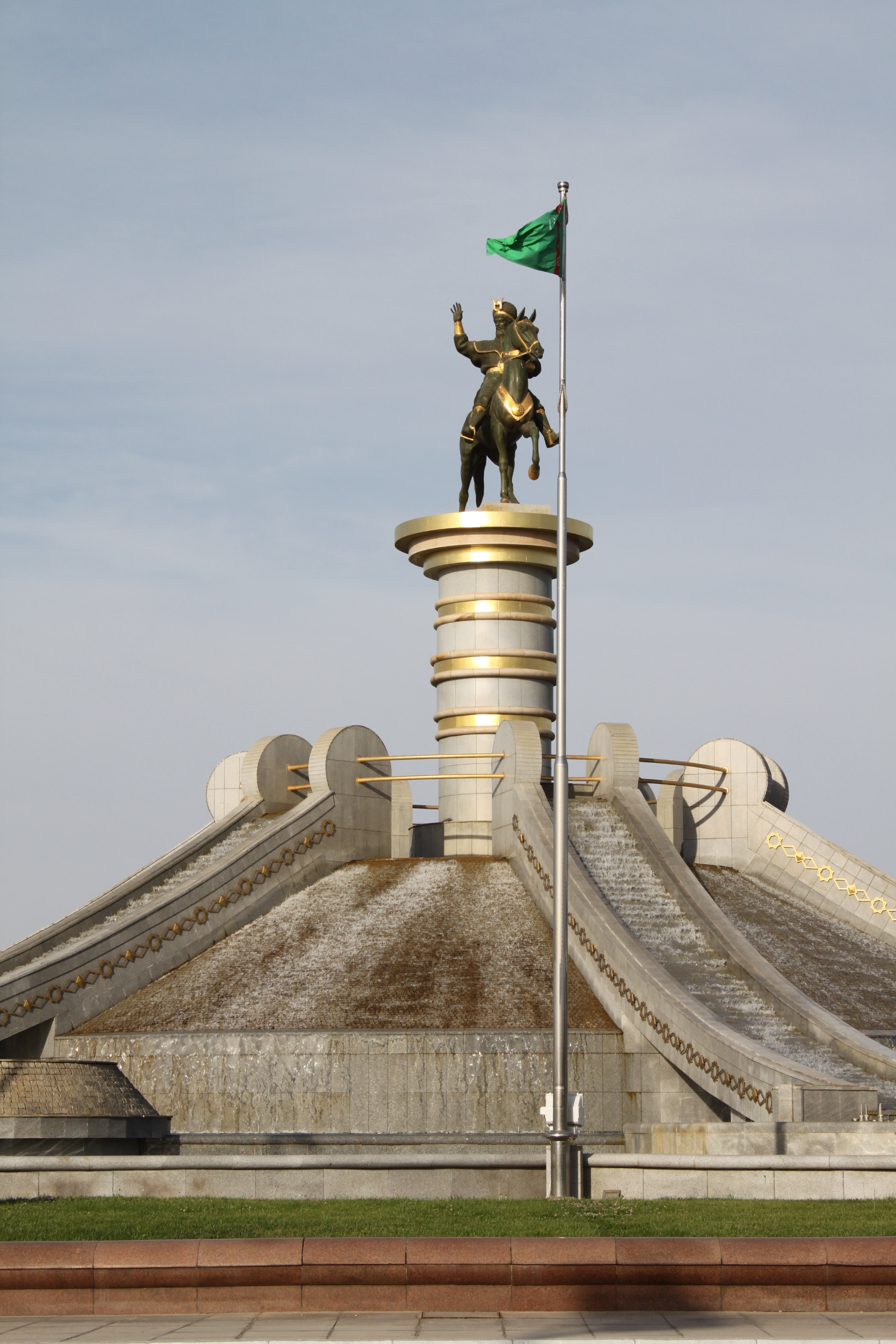
Oġuzhan-Brunnen in Aşgabat

Im Werk Raschīd ad-Dīn Tabibs sollte das Vorbild von Oġuz die Eroberungen der Mongolen Hülegüs im nahen Osten und die Vormachtstellung des Ilkhans Ghazan gegenüber den Mameluken und der Goldenen Horde legitimieren. Unter Stalin wurde das Oguznāmah, wie auch das Buch von Dede Korkut und zahlreiche andere zentralasiatische und türkische Epen 1951/52 verboten. Unter Chruschtschov wurden die Überlieferungen 'rehabilitiert', galten aber immer noch als politisch sensitiv und konnten erst nach der Perestroika frei diskutiert werden.
Der turkmenische Diktator Saparmurat Nijasow erklärte Oġuz in seinem „Ruhnāma“ zum Stammvater aller Turkmenen und seine Herrschaft vor 5000 Jahren zu einem Goldenen Zeitalter, das von 5000 v.d.Z-563 u. Z. dauerte. Ein neues Goldenes Zeitalter nach der Unabhängigkeit Turkmenistans von der Sowjetunion könne entstehen, wenn die modernen Turkmenen den Verhaltensregeln dieser, als historisch verstandenen Zeit folgten. Banknoten trugen das Bild Oġuz Khans, und in Aşgabat wurde zu seinen Ehren ein Denkmal errichtet. Ab 2011 wurde in der Hauptstadt der Oghus-Khan-Palast erbaut, der als Regierungssitz dient, auch der vorherige Präsidentenpalast wurde teils so genannt. 2016 öffnete die Technische Hochschule Türkmenistanyň Oguz han adyndaky Inžener-tehnologiýalar uniwersiteti ihre Pforten. Es war auch geplant, den Flughafen Aşgabat nach Oghuzkhan zu benennen, dieser trägt aber nun den Namen Nijasows (Saparmyrat Türkmenbaşy adyndaky halkara aeroporty).
Unter Nijasows Nachfolger Berdimuhamedow, der sich als Wissenschaftler versteht, war wieder ansatzweise eine historische Forschung möglich, 2011 war die Periodisierung der turkmenischen Geschichte nach dem Ruhnāma aber immer noch Basis des Geschichtsunterrichts.